# 西田直道
西田 直道（にしだ なおみち、1907年12月21日 - 1978年1月9日）は、日本の作曲家、指揮者。

## 経歴
北海道名寄市出身。同志社大学法学部卒業。在学中はマンドリンクラブに所属し、指揮をしていた菅原明朗から和声、対位法、管弦楽法、指揮法を学んだ。また池内友次郎からも対位法とフーガを学んだ。1941年にNHK札幌放送管弦楽団が創設されると、指揮者として招かれた。また札幌大谷短期大学（現在の札幌大谷大学短期大学部）や札幌商科大学（現在の札幌学院大学）などで指導にあたった。
1957年には北海道文化賞を受賞した。

## 作品

### 管弦楽曲
- 管弦楽のための組曲
- 古風な舞曲（1952）
- アイヌの民謡によるパラフレーズ - 2台のピアノとオーケストラのための（1965）
- バレエ「那古と不比羅」

### 合唱曲
- 交声曲「札幌ひらく」（林哲男作詞、1944）
- 組曲「雪の日」（1960）
- 組曲「白鳥」（1961）

### 声楽曲
- 寒蝉鈔（佐藤春夫詩、1940）
- 啄木のうた五章

### マンドリンオーケストラ
- 秋の前奏曲

### ピアノ曲
- 大和（1941）

### 放送劇
- 「光を掲げた人々」違星北斗（森本儀一郎脚本、1955年）

### 校歌
- 札幌市立東園小学校（樋口秀雄作詞）[2]
- 北見市立東相内小学校（宇野親美作詞）[3]
- 中標津町立中標津中学校（更科源蔵作詞）[4]
- 北海道北見工業高等学校（宇野親美作詞）[5]